# 四辻季経
四辻 季経（よつつじ すえつね）は、室町時代から戦国時代にかけての公卿。右衛門督・四辻季春の子。官位は正二位・権大納言。

## 経歴
文安6年（1449年）に叙爵された。長禄4年（1460年）に侍従、文明7年（1475年）に参議、左中将如元。永正3年（1506年）に権大納言、永正11年（1514年）には清彦親王勅別当に叙任された。永正15年（1518年）には筝当流御灌頂事を申し入れた。

## 官歴
※ 日付は旧暦
- 文安6年（1449年） 1月5日：従五位下に叙位。
- 長禄4年（1460年） 3月24日：侍従に任官。
- 年月日不詳：左近衛中将に転任。
- 文明7年（1475年） 1月28日：参議に補任、左近衛中将如元。
- 文明9年（1477年）6月19日：従三位に昇叙。
- 文明12年（1480年） 3月29日：土佐権守を兼任。
- 文明17年（1485年）2月2日 正三位に叙位。8月28日：権中納言に転任。
- 文明18年（1486年）7月17日：権中納言を辞任。8月9日：右衛門督に転任。
- 明応2年（1493年） 1月5日：従二位に昇叙。
- 文亀元年（1502年）：正二位に昇叙。
- 文亀2年（1503年）：本座。
- 永正3年（1506年）10月21日：権大納言に転任。
- 永正11年（1514年） 12月26日：権大納言を辞任。
- 大永3年（1523年）8月12日：出家。法名は宗空。

## 系譜
- 父：四辻季春
- 母：不詳
- 妻：不詳
  - 男子：四辻公音
  - 男子：鷲尾隆康
  - 四男：高倉範久（1493-1546） - 高倉範音の養嗣子